# Circa instans
Das nach seinen Anfangsworten so genannte Circa instans, auch De simplicibus medicinis (lateinisch für „Von den einfachen Arzneimitteln“), ist eine um 1150 bis 1170 entstandene Arzneidrogenkunde über nicht zusammengesetzte Arzneimittel. Es gilt als ein zentrales Werk der Medizinschule von Salerno, umfasst etwa 270 Drogenmonografien (über damals als Simplicien bezeichnete Arzneidrogen) und stellt einen Prototyp für spätere (formalisierte) Drogenmonografien dar. Es ist Vorläufer der ersten gedruckten Simplicidarien (Kräuterbuch-Inkunabeln).

## Inhalt
Jedes der etwa 270 Kapitel ist in zwei Abschnitte gegliedert. Im ersten Teil werden neben dem Namen der einfachen Droge die Primärqualitäten genannt, die Droge (als Heilmittel genutzte Pflanzen oder Tiere, deren Teile oder aus ihnen gewonnene Stoffe, sowie Mineralien) wird beschrieben und es werden die Qualitätsmerkmale angegeben. Auf mögliche Fälschungen wird bei teuren Drogen hingewiesen. Zudem übt der salernitanische Text kämpferisch Kritik am damaligen Apothekerstand. Abgeschlossen wird der erste Abschnitt jeweils mit Angaben zur Haltbarkeit und zum Wirkspektrum nach der Humoralpathologie. Der zweite Teil eines jeden Kapitels behandelt die Anwendungsmöglichkeiten, mögliche Kombinationen mit anderen Drogen und häufig auch Ersatzmittel. Mitaufgenommen in das Werk sind auch fünf Zaubermittel.
Als Quellen für das drogenkundliche Werk werden in der Fachliteratur meist die Materia medica von Dioskurides und der Liber graduum (De gradibus simplicium) von Constantinus Africanus genannt, doch unterscheiden sich die Indikationen teils deutlich. Das Circa instans ist stark mit anderen Werken aus Salerno verflochten.

## Urheberschaft

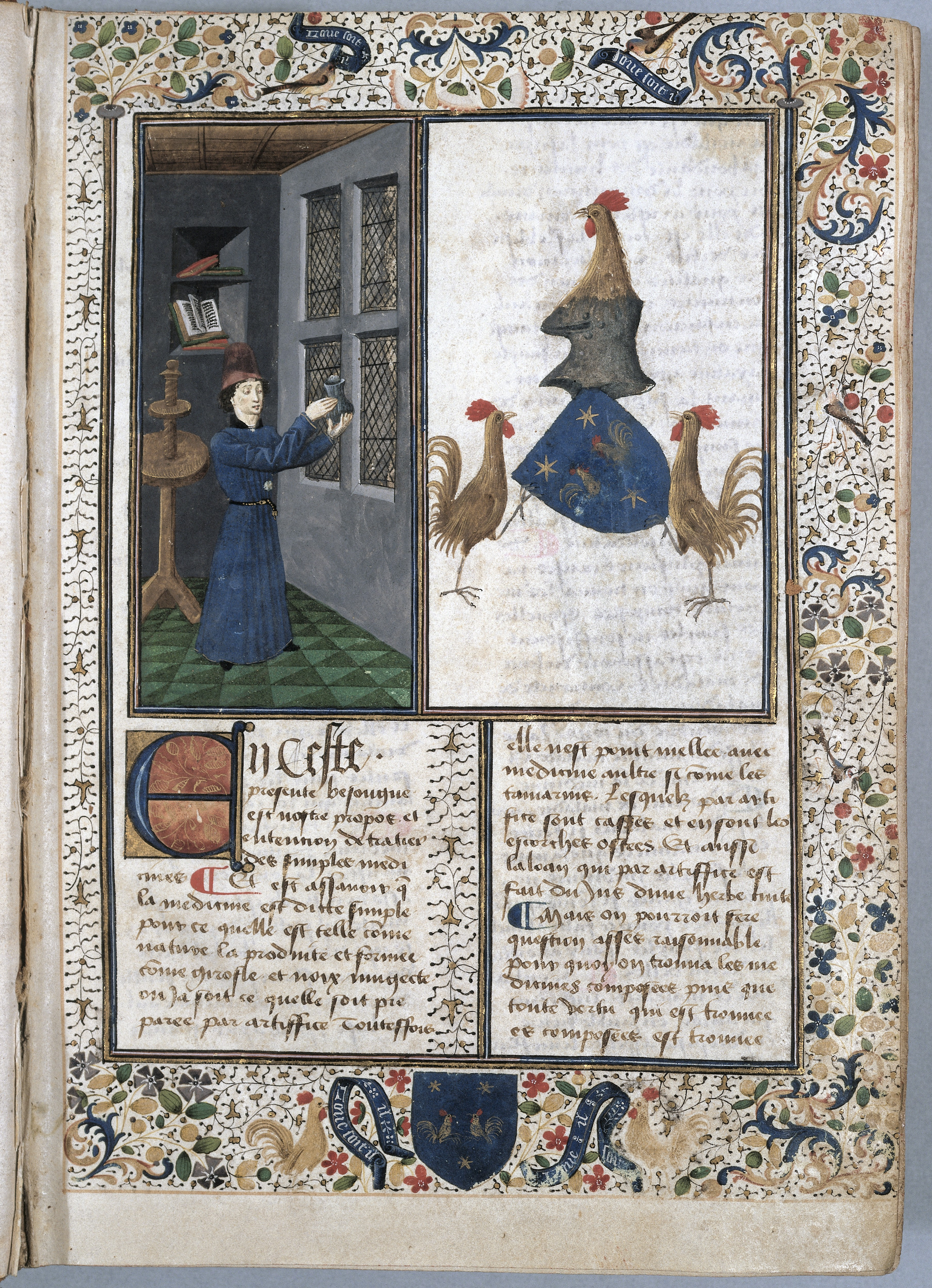
Salernitanischer Arzt, angeblich Platearius darstellend

Umstritten als Autor ist Matthaeus Platearius, Mitglied einer berühmten salernitanischen Ärztefamilie. Nicolaus Salernitanus, der um 1150 an der Salerner Schule lehrte, gilt als weiterer möglicher Autor, da dessen Werk Antidotarium Nicolai etwa um die gleiche Zeit entstanden ist und ein vergleichbares pharmazeutisches Programm vertritt.

## Überlieferung
In Vorbereitung einer textkritischen Edition nennt Iolanda Ventura 137 lateinische Handschriften aus dem 12. bis 15. Jahrhundert, die den Text vollständig transportieren, sowie etwa 100 weitere Handschriften, in denen zumindest Teile vorhanden sind. Sie differenziert grob folgende Fassungen bzw. Redaktionen:
- Redaktion A: die um 1180 entstandene Fassung mit 432 Kapiteln im Codex Salernitanus und davon abgeleitet mit bis zu etwa 900 Kapiteln:
  - Tractatus de herbis, illustrierte Fassung (mit der Handschrift London BL Egerton 747 als ältesten Vertreter)
  - Livre des simples medecines, französische Übertragung der illustrierten Fassung
- Redaktion B: Vulgatfassung, aufgrund Kapitelzahl und Reihenfolge beim Buchstaben S unterteilt in:
  - Unterredaktion Erlangen, benannt nach der Handschrift Erlangen UB MS 674 (die von Wölfel edierte und von Goehl übersetzte Handschrift) mit rund 250 Kapiteln
  - Unterredaktion Lyon, benannt nach dem Druck Lyon 1525 mit 276 Kapiteln
  - Unterredaktion Göttingen, benannt nach der Handschrift Göttingen UB Hist. Nat. 12 mit 277 Kapiteln und diversen Textvarianten gegenüber Lyon
  - weitere Unterredaktion mit stark reduziertem Text und 250 bis 270 Kapiteln

Bei der Verbreitung außerhalb Salernos sieht Ventura zunächst einen Schwerpunkt in England, dann zunehmend in Frankreich und im 15. Jahrhundert im deutschsprachigen Raum. Übersetzt wurde das Werk noch im Mittelalter ins Französische, Deutsche, Niederländische, Englische, Italienische, Katalanische, Dänische, Hebräische, Serbische und wahrscheinlich auch ins Gälische.
Im 19. und frühen 20. Jahrhundert wurden mehrere Handschriften als „Urfassung“ deklariert, was jeweils in der Folge wieder verworfen wurde. August Wilhelm Henschel ging nach dem Auffinden des Codex Salernitanus davon aus, dass die hier gebotene Fassung die ursprüngliche sei und die Frühdrucke demgegenüber Kürzungen repräsentierten. Dieser Ansicht wurde von Karl Sudhoff widersprochen, da die etwa 160 zusätzlichen Kapitel des Codex in erster Linie zu Nahrungsmitteln sind und nicht zu Arzneidrogen. Dem folgte Walter Starkenstein und präsentierte zwei sehr alte Handschriften aus dem Besitz seines Vaters, wobei eine (Starkenstein A, heute New York Botanical Garden MS 11) wohl den ursprünglichen Text enthielte, während die Frühdrucke Erweiterungen bei den Buchstaben A bis C aufwiesen. Julius Schuster und sein Schüler Hans Wölfel hielten die von Wölfel edierte Erlanger Handschrift für dem Urtext nahestehend, was mittlerweile ebenfalls verworfen wurde. Iolanda Ventura hält es auf Basis der erhaltenen Handschriften nicht für möglich, die Urfassung zu identifizieren.

## Secreta salernitana
Als Secreta salernitana werden mit Illustrationen ausgestattete Versionen des Circa instans, die ab dem 14. Jahrhundert (um 1315 auf Anregung von Philipp dem Schönen) entstanden, bezeichnet.
Auf der Handschrift Ms. Egerton 747 (das im Britischen Museum aufbewahrte älteste bekannte Manuskript der Secreta salernitana), einer im 14. Jahrhundert (um 1350) unter Verwendung des Pseudo-Apuleius erweiterten und früh illustrierten Fassung des Circa instans-Urtextes, beruhen Text und Illustrationen von Ms. Modena lat. 993 (Handschrift in der Biblioteca Estense), dem sogenannten Tractatus de herbis (genannt auch Secretum salernitanum und ebenfalls zu den bebilderten Vertretern der Secreta Salernitana gerechnet) aus dem Jahr 1458. Im Vergleich zur Vorlage enthält die Handschrift 40 Kapitel mehr als die Egerton-747-Fassung.
Weitere Secreta-salernitana-Versionen:
- Codex Palatinus germ. 586 (Biblioteca Nazionale, Florenz), 14. Jahrhundert, basierend auf Ms. Egerton 747
- Codex Casanatensis 459 (Apostolische Bibliothek, Vatikan-Stadt), um 1390, textlich basierend auf Cod. Pal. 586. Die Illustrationen stammen aus der Tacuina-sanitatis-Tradition, die ihrerseits Illustrationen aus dem Cod. Pal. 586 übernommen hatte.
- Codex 604 (oder „Handschrift 604“) der Universitätsbibliothek München (genannt auch „Codex Hommel“ oder „Lexicon plantarum“[17]), 15. Jahrhundert, Kopie des Codex Casanatensis 459

Eine eigenständige Texttradition, basierend auf dem „Aggregator“, hat hingegen der um 1400 (vor 1404) entstandene Codex Ms. Egerton 2020 (das sogenannte Erbario Carrarese), dessen Anteil an schematischeren Illustrationen aber dem Ms. Egerton 747 entspricht.

## Nachwirkung

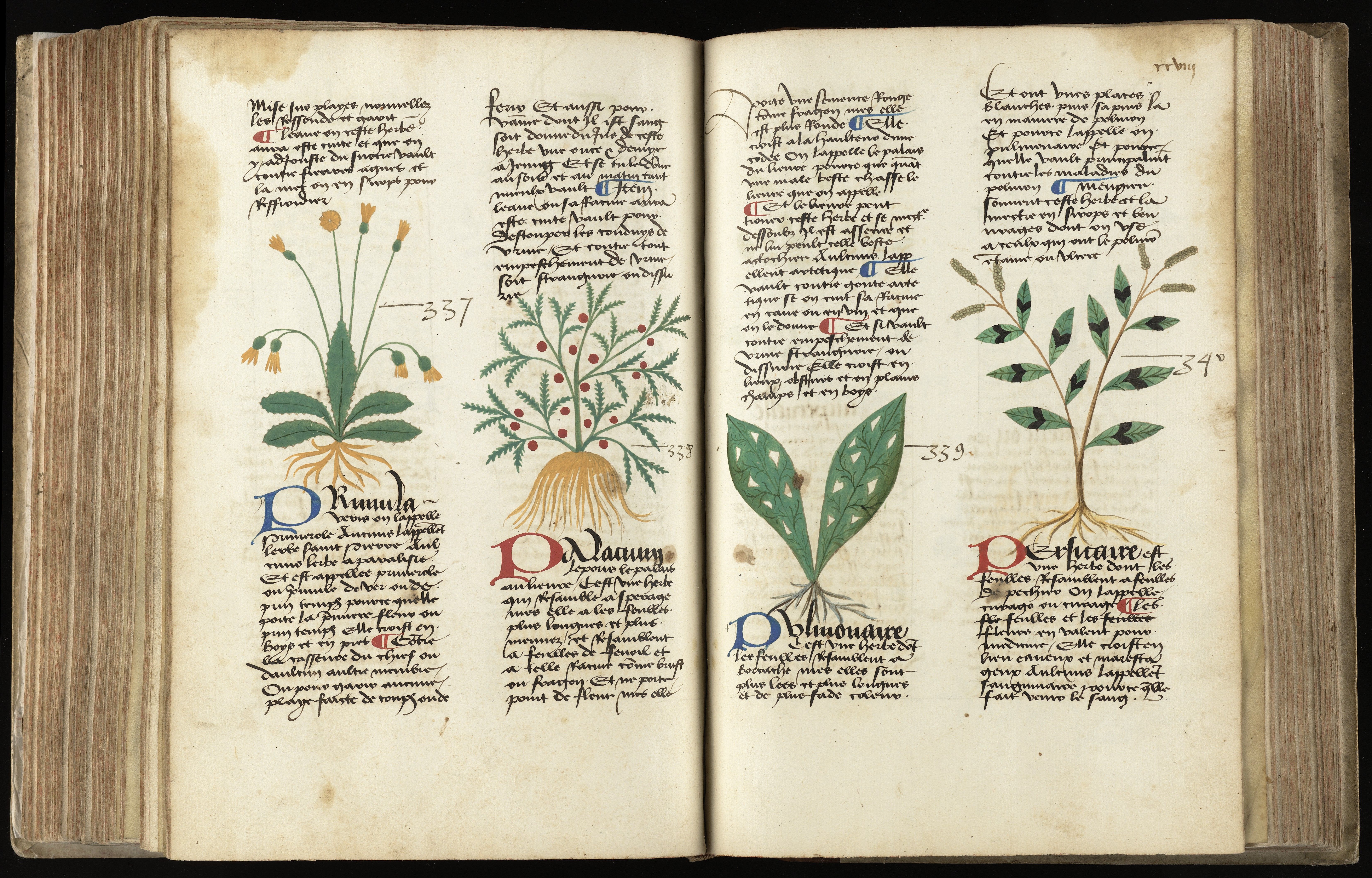
Inhalte des Circa instans (MS. 626, Blatt 207v–208r. Wellcome Images L0055259, Ende des 15. Jahrhunderts)

Wie der (zuvor entstandene) Liber iste und (für die zusammengesetzten Arzneimittel) das Antidotarium Nicolai war das Circa instans durch seine weitreichende Wirkung und die dadurch begünstigte Vereinheitlichung (Standardisierung) der Rezeptliteratur und der Lagerung von Arzneiformen grundlegend für die von Salerno ausgegangene Heranbildung einer selbständigen Pharmazie und des Apothekerstandes im mittelalterlichen Abendland ab dem 12. Jahrhundert. Das Circa instans war neben dem Macer floridus und der Materia medica über mehrere Jahrhunderte ein bestimmendes Werk der Phytotherapie (siehe u. a. De simplici medicina, 14. Jh.).
Zur frühesten indirekten Rezeption zählen die Enzyklopädien Liber de natura rerum (Thomas von Cantimpré, um 1225/41) und De proprietatibus rerum (Bartholomaeus Anglicus, um 1240). Das Circa instans gilt als wichtige Quelle für den (Mainzer) Gart der Gesundheit (1485), einem der ersten gedruckten Kräuterbücher, das starken Einfluss auf spätere Werke hatte.
Die verschiedenen Fassungen des Circa instans enthalten von 250 bis 430 Kapitel im 12. Jahrhundert (bis 1180) über 460 bis 490 Kapitel im 14. Jahrhundert und im 15. Jahrhundert in der Spitze etwa 900 Kapitel. Eine Langfassung (Londoner Handschrift) besitzt als Erweiterung der Urfassung das Kräuterbuch des Pseudo-Apuleius.
Eine französische Übersetzung stellt Le grant herbier en Francoys dar.
Eine deutsche, aus 192 Blättern bestehende Fassung des Circa instans, die auch weitere Quellen und mehr pflanzenbeschreibende Texte in die Übersetzung integriert, aus dem 15. Jahrhundert ist im Leipziger Kodex 1224 (Handschrift Nr. 1224 der Leipziger Universitätsbibliothek) enthalten und stellt die erste vollständige Übersetzung des Circa instans dar. Teile des Circa instans flossen auch in das deutschsprachige Speyrer Kräuterbuch ein; die bekannten Handschriften stammen aus der Mitte des 15. Jahrhunderts.
Eine neuhochdeutsche Übersetzung hat Konrad Goehl angefertigt, Teile daraus wurden 2009 als Begleittext für das Herbarium des Vitus Auslasser veröffentlicht, eine vollständige Übersetzung erschien 2015.

## Ausgaben
- Hans Wölfel: Das Arzneidrogenbuch „Circa Instans“ in einer Fassung des XIII. Jahrhunderts aus der Universitätsbibliothek Erlangen: Text und Kommentar als Beitrag zur Pflanzen- und Drogenkunde des Mittelalters. Mathematisch-naturwissenschaftliche Dissertation, Berlin 1939 (A. Preilipper, Hamburg 1939).
  - Übersetzung: Konrad Goehl: Das 'Circa Instans'. Die erste große Drogenkunde des Abendlandes. Deutscher Wissenschafts-Verlag, Baden-Baden 2015, ISBN 978-3-86888-096-0.
  - Ergänzend: Konrad Goehl: Beobachtungen und Ergänzungen zum ‘Circa instans’. In: Medizinhistorische Mitteilungen. Zeitschrift für Wissenschaftsgeschichte und Fachprosaforschung. Band 34, 2015 (2016), S. 69–77.
- Livre des simples médicines. Codex Bruxellensis IV 1024. Faksimile, hrsg. von Carmélia Opsomer[-Halleux]. 2 Bände. Antwerpen 1980. Ausgabe der „Secreta salernitana“.
- Iolanda Ventura: Ps. Bartholomaeus Mini de Senis. Tractatus de herbis (Ms London, British Library, Egerton 747). SISMEL, Florenz 2009.